# ITunes LIVE (スキマスイッチ)
『iTunes LIVE』は、スキマスイッチの配信リリース作品。

## 解説
- 2011年8月13日にApple Store, Shibuyaにて開催された、配信シングル「石コロDays」のリリース記念インストアイベントのライブ音源[1]。
- iTunes限定配信。
- インストアライブを実施するのは、1stアルバム『夏雲ノイズ』のリリースイベント以来、約7年ぶり。

## 収録曲
1. センチメンタル ホームタウン(Live)
2. view(Live)
3. 石コロDays(Live)
4. さいごのひ(Live)
5. 全力少年(Live)
6. 虹のレシピ(Live)